# Are you passionate? (album van Neil Young)
Are you passionate? is het 24e studioalbum van de Canadese muzikant Neil Young. Voor het album werkte Young samen met Booker T. & the M.G.'s. Het werd uitgebracht op 9 april 2002. Het nummer Let's roll gaat over de aanslagen op 11 september 2001.

## Tracklist
Alle muziek en teksten zijn geschreven door Neil Young. 
| Nr. | Titel                        | Duur |
| --- | ---------------------------- | ---- |
| 1.  | You're my girl               | 4:41 |
| 2.  | Mr. disappointment           | 5:26 |
| 3.  | Differently                  | 6:04 |
| 4.  | Quit (don't say you love me) | 6:02 |
| 5.  | Let's roll                   | 5:54 |
| 6.  | Are you passionate?          | 5:08 |
| 7.  | Goin' home                   | 8:49 |
| 8.  | When I hold you in my arms   | 4:44 |
| 9.  | Be with you                  | 3:32 |
| 10. | Two old friends              | 6:15 |
| 11. | She's a healer               | 9:08 |

## Bezetting
- Neil Young - zang, gitaar, piano
- Booker T. & the M.G.'s
Booker T. Jones - orgel, vibrafoon, zang
Donald Dunn - basgitaar, zang op Differently
Steve Potts - drums, bongo's, tamboerijn
- Frank Sampedro - gitaar, zang
- Tom Bray - Trompet
- Pegi Young - zang
- Astrid Young - zang

Behalve bij het nummer Goin' home:
- Neil Young - zang, gitaar
- Crazy Horse
Frank Sampedro - gitaar, zang
Billy Talbot - basgitaar
Ralph Molina - drums, zang